# 保险价值
保险价值（英語：the insured value）是保险利益的货币表示，係指保險標的物於保險事故發生時之價值。縱使保險事故發生時，保險金額大於保險價值，保險人的責任也不得超過保險價值。
在保险合同中，保险价值可以是确定的数额，也可以约定确定的方式和标准。根据中华人民共和国保险法的规定，在保险合同中未约定保险价值的，以保险标的的实际价值作为保险价值。保险价值是衡量保险金额是否充足的标准，也是计算赔偿数额的重要基准。